# 兰建勇
兰建勇（1963年8月—），甘肃平凉人，汉族，中国共产党党员。中华人民共和国政治人物、第十三届全国人民代表大会解放军和武警部队地区代表。

## 生平
授武警少将警衔，中国人民武装警察部队辽宁省总队司令员。 2018年2月24日，当选为第十三届全国人大代表。